# USS Bunker Hill (CG-52)
Pour les autres navires du même nom, voir USS Bunker Hill.
L'USS Bunker Hill (CG-52) est un croiseur lance-missiles de l'United States Navy.

## Conception
Il s'agit du premier navire à utiliser le Mark 41 Vertical Launching System de façon opérationnelle.

## Histoire
Lancé en 1985, il a participé a une mission de coopération avec les forces navales françaises en 1990 durant la seconde guerre du Golfe[réf. nécessaire].